# Оуен Койл
Оуен Койл (на английски: Owen Coyle) е шотландски футболен треньор, от 15 юни 2013 г. треньор на Уигън във втория ешелон на английското първенство – Чемпиъншип. Започва кариерата си в шотландския отбор Фолкърк през януари 2003 г., където работи до май същата година. От април 2006 до ноември 2007 г. тренира шотландския Сейнт Джонстънн, а след това преминава в английския отбор Бърнли, където остава до януари 2010 г. Успява да доведе Бърнли до Английската висша лига през сезон 2008/09. Напуска през януари 2010, за да заеме поста треньор на Болтън. В първия си сезон успява да спаси Болтън от изпадане от Висшата лига. През сезон 2010/11 Болтън достига полуфинала на ФА Къп и завършва на 14-о място във Висшата лига. Уволнен е през октомври 2012 г., пет месеца след като отборът изпада от Висшата лига.